# Le Combat de l'épouvanteur
Le Combat de l'épouvanteur (titre original : The Spook's Battle) est le quatrième tome de la série L'Épouvanteur signée Joseph Delaney. Paru en 2007, il est précédé du Secret de l'épouvanteur et suivi de L'Erreur de l'épouvanteur.

## Résumé
Cela fait déjà un an que Thomas Ward est l'apprenti de l'Épouvanteur. Il est revenu à Chipenden avec son maître, et s'entraîne avec Alice, dans le but de savoir se défendre contre une sorcière.
Mais une catastrophe s'abat sur la famille de Tom. Forcé de s'aventurer à Pendle, il rencontre le père Stock, un autre apprenti de l'Épouvanteur converti en prêtre, qui les avertit d'un danger redoutable, peut-être bien le pire de tous les temps.
En effet, les sorcières de Pendle, divisées en trois clans (les Malkin, les Mouldheel et les Deane), sont sur le point de se réunir pour le prochain "sabbat de Lammas", poussées par une sorcière mystérieuse qui semble vouloir s'approprier le contenu des malles de la mère de Tom. De plus une créature de l'obscur, Tibb semble tout savoir de Tom. Les dangers sont nombreux, car les sorcières ont plus d'un tour dans leur sac pour arriver à bout de l'Épouvanteur et de son apprenti, quitte même à invoquer le Diable en personne. Tom et John Gregory devront jouer sur la confiance d'une des leurs, la jeune Mab Mouldheel, pour arriver à leur fin...
Tom et son maître arriveront-ils à contrer cette assemblée dangereuse avec l'aide de James Ward ? Le garçon résistera-il aux charmes de Mab et arrivera-t-il à rester en vie ? Réussira-il à sauver sa famille, retenue en otage par les sorcières ?